# Tetrarhanis onitshae
Tetrarhanis onitshae är en fjärilsart som beskrevs av Henry Stempffer 1962. Tetrarhanis onitshae ingår i släktet Tetrarhanis och familjen juvelvingar. Inga underarter finns listade i Catalogue of Life.